# Euproctis hopponis
Euproctis hopponis är en fjärilsart som beskrevs av Matsumura 1933. Euproctis hopponis ingår i släktet Euproctis och familjen tofsspinnare. Inga underarter finns listade i Catalogue of Life.